# BYD Yuan Plus
O BYD Atto 3, também comercializado como BYD Yuan Plus (chinês simplificado: 比亚迪元PLUS, após a dinastia Yuan) na China e em vários países da América Latina, é um crossover compacto elétrico (segmento C) parte da série Yuan fabricado pela BYD Auto.
O Yuan Plus foi lançado na China continental em fevereiro de 2022. Para muitos mercados internacionais, o veículo é o primeiro modelo de carro elétrico de passageiros da BYD.
Segundo a BYD, o nome "Atto" foi inspirado no attosegundo, a menor unidade de escala de tempo da física, retratando que o veículo é "rápido, enérgico e dinâmico". Os planos iniciais eram comercializar o Dolphin como Atto 2 e o Seal sedan como Atto 4 nos mercados de exportação, porém os carros acabaram mantendo seu nome original.

## Visão geral
O Atto 3 é a maior versão da família BYD Yuan. Ao contrário do Yuan anterior, o Yuan Plus é oferecido exclusivamente em versão elétrica e ocupa o espaço de crossover compacto do segmento C (classe A na China).
O Yuan Plus foi apresentado pela primeira vez em agosto de 2021 no Salão do Automóvel de Chengdu e foi lançado oficialmente em fevereiro de 2022, após a abertura das pré-encomendas na China em janeiro. Durante a sua introdução, a BYD também anunciou o seu nome de mercado de exportação, Atto 3, e prometeu dedicar uma linha de produção exclusivamente para os mercados com volante à direita.
O Atto 3/Yuan Plus é baseado na e-Platform 3.0 totalmente elétrica da BYD, ao contrário dos modelos mais antigos da série Dynasty que são modificados a partir de plataformas ICE/PHEV. É equipado com suspensão dianteira tipo MacPherson e suspensão traseira independente multi-link.
O design interior do Atto 3 é inspirado na cultura fitness e apresenta uma estética que lembra equipamentos de ginástica e esportes, como esteira, ringue de boxe, halteres e fibras musculares. O sistema de infoentretenimento conta com uma tela de 12,8 polegadas (com um opcional maior de 15,6 polegadas) baseado em Android, podendo ser girada entre as orientações retrato e paisagem. O espaço da bagageira é medido em 440 litros, ou 1,338 litros com os bancos traseiros rebatidos.

Em 15 de setembro de 2023, o Atto 3 alcançou a marca de 500 mil unidades produzidas em sua fábrica em Hefei, 19 meses após seu lançamento.

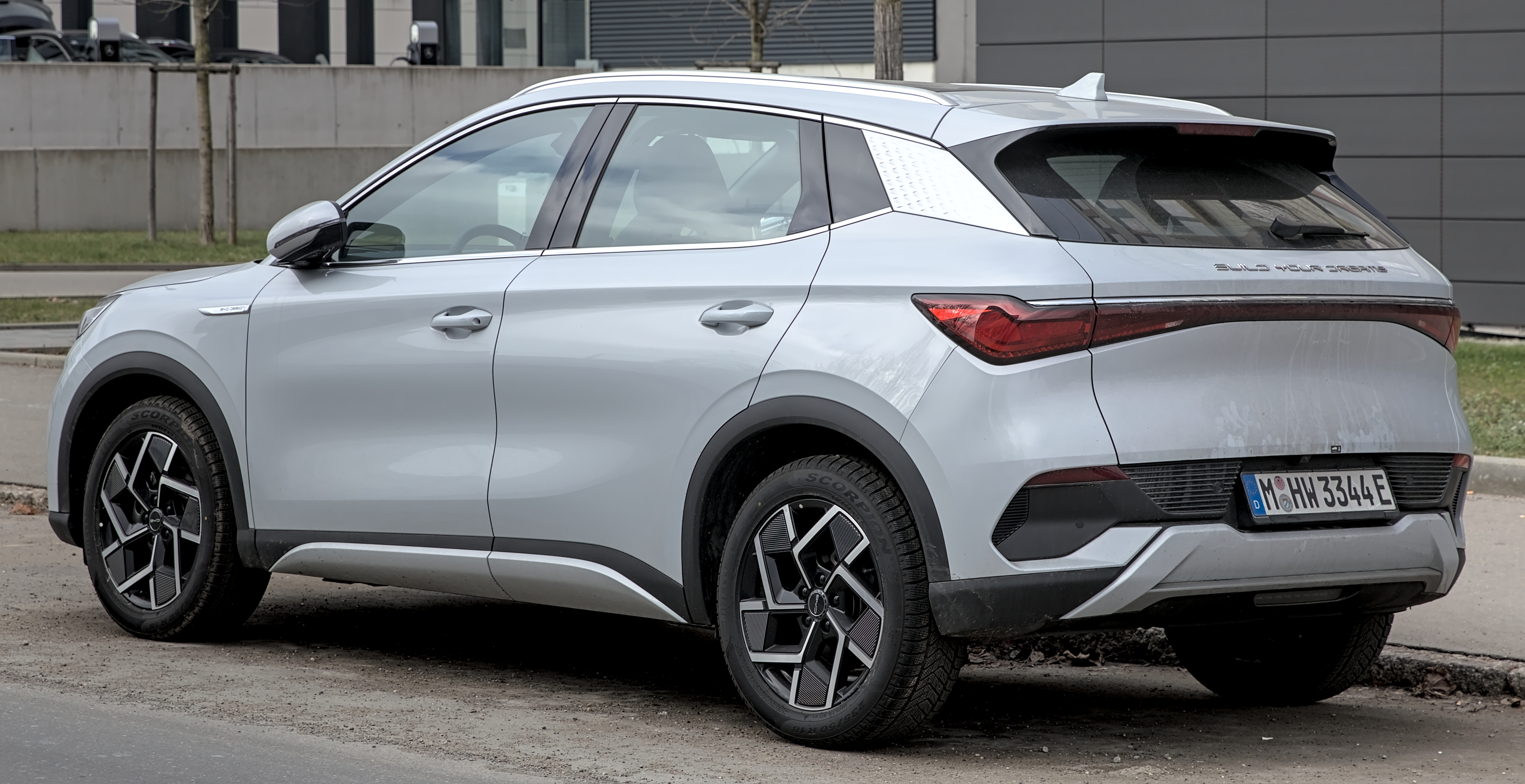
Visão traseira
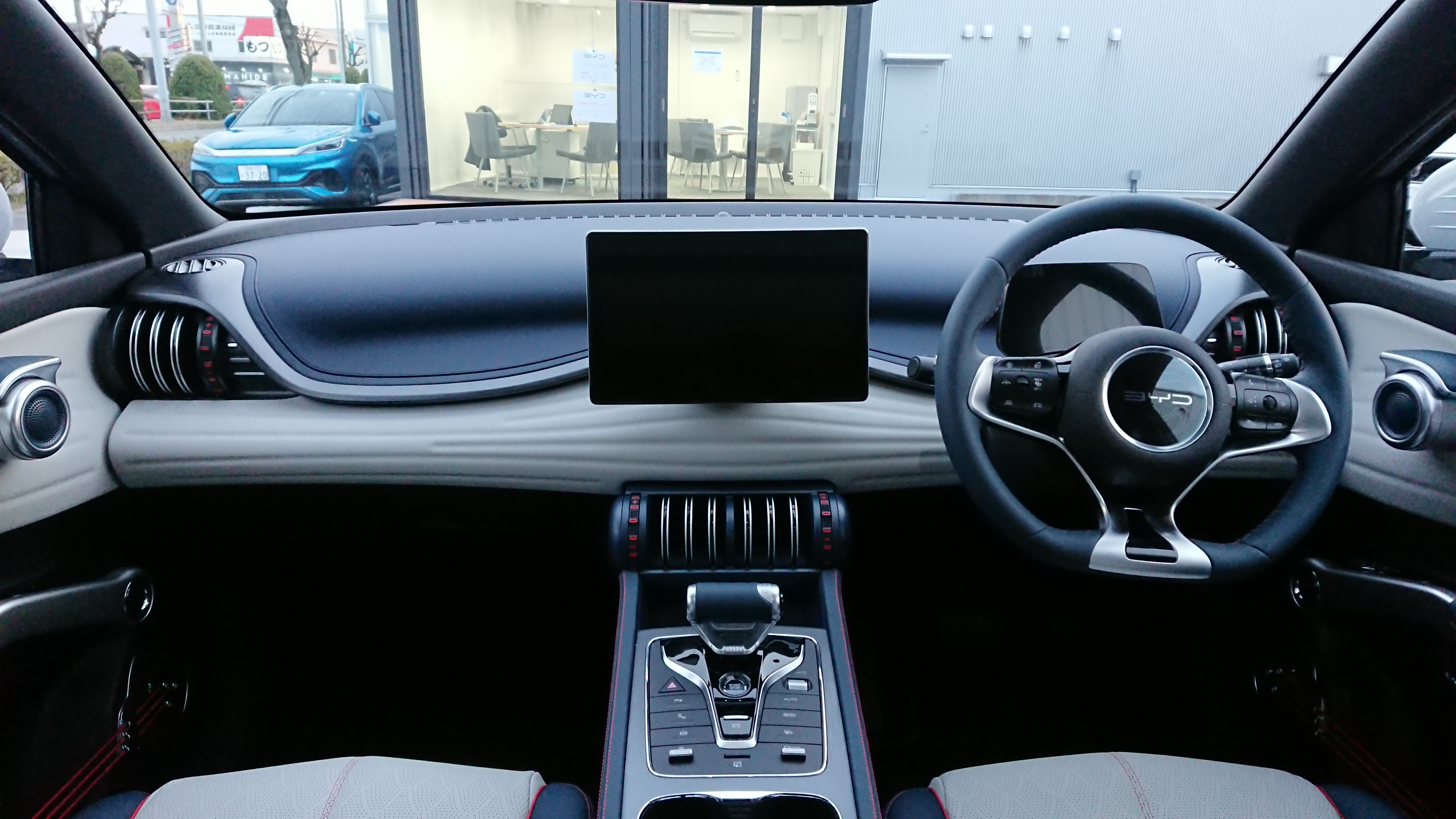
Interior

## Especificações
O Atto 3 está equipado com um motor elétrico de 204 hp (152 kW; 207 PS) com tração dianteira fornecendo 310 N·m (32 kg·m; 230 lb·ft) de torque, alimentado pela bateria blade de fosfato de ferro e lítio (LFP) proprietária da BYD. Ele oferece duas opções de bateria: 49.92 kWh com autonomia de 430 quilômetros (ciclo CLTC) ou 345 km (ciclo WLTP) e 60.48 kWh com autonomia de 510 km (ciclo CLTC), 420 km (ciclo WLTP) ou 294 km no Brasil (ciclo PBEV).
O veículo é construído em arquitetura elétrica de 400 volts e suporta carregamento CA (Tipo 2) de 7 kW (padrão) ou 11 kW (opcional), bem como carregamento rápido DC (CCS2) a uma taxa máxima de 70 kW (padrão) ou 80 kW (estendida). Com 80 kW, o carregamento de 0% a 80% pode ser concluído em 45 minutos.

## Trem de Força
| Tipo           | Bateria (Blade LFP) | Layout | Motor elétrico                   | Potência        | Torque              | 0–100 km/h (reivindicado) | Autonomia (reivindicado) | Autonomia (reivindicado) | Autonomia (reivindicado) | Autonomia (reivindicado) | Produção      |
| Tipo           | Bateria (Blade LFP) | Layout | Motor elétrico                   | Potência        | Torque              | 0–100 km/h (reivindicado) | CLTC                     | NEDC                     | WLTP                     | PBEV                     | Produção      |
| -------------- | ------------------- | ------ | -------------------------------- | --------------- | ------------------- | ------------------------- | ------------------------ | ------------------------ | ------------------------ | ------------------------ | ------------- |
| Padrão         | 44.92 kWh           | FWD    | Motor síncrono de ímã permanente | 150 kW (201 hp) | 310 N⋅m (31.6 kg⋅m) | 7,3 segundos              | 430 km (267 mi)          | 410 km (255 mi)          | 345 km (214 mi)          | –                        | 2022–presente |
| Extended Range | 60.48 kWh           | FWD    | Motor síncrono de ímã permanente | 150 kW (201 hp) | 310 N⋅m (31.6 kg⋅m) | 7,3 segundos              | 510 km (317 mi)          | 480 km (298 mi)          | 420 km (261 mi)          | 294 km (183 mi)          | 2022–presente |
| Referências:   |                     |        |                                  |                 |                     |                           |                          |                          |                          |                          |               |

## Mercados

### Ásia

#### Índia
O Atto 3 foi lançado na Índia em novembro de 2022, sendo montado localmente nas instalações da empresa perto de Chennai.

#### Japão
O Atto 3 foi lançado no Japão em fevereiro de 2023 como o primeiro modelo BYD introduzido no país.

### Europa
O Atto 3 foi lançado na Alemanha em outubro de 2022. No Reino Unido, o veículo foi colocado à venda em março de 2023.
Em julho de 2023, o Atto 3 se tornou o veículo elétrico mais vendido na Suécia, superando outros carros populares como Volkswagen ID.4 e Tesla Model Y.

### Américas

#### Costa Rica
A Costa Rica foi o primeiro país no continente americano a receber o Yuan Plus, em julho de 2022. As duas variantes de bateria são oferecidas no país.

#### Brasil
O Yuan Plus foi lançado no Brasil em novembro de 2022 em única variante com bateria de 60.48 kWh.

## Segurança
Em testes de 2022, o Atto 3 foi classificado com 5 estrelas no Euro NCAP.
| Pontuações do Euro NCAP (2022) |                  |
| Avaliação geral                | 5 de 5 estrelas. |
| Ocupante adulto                | 91%              |
| Ocupante Criança               | 89%              |
| Usuários vulneráveis           | 69%              |
| Assistência de segurança       | 74%              |

## Vendas
Durante seus primeiros dez meses no mercado, um total de 202.018 unidades do Yuan Plus foram vendidas globalmente em 2022, o que representou 25% dos veículos elétricos a bateria vendidos pela BYD no período. Durante o primeiro semestre de 2023, 201.505 unidades foram vendidas globalmente. A produção global atingiu 500.000 em setembro de 2023.
| Ano  | Vendas  | Vendas    | Vendas        | Vendas    | Vendas | Vendas | Vendas     |
| Ano  | China   | Austrália | Nova Zelândia | Tailândia | Índia  | Brasil | Costa Rica |
| ---- | ------- | --------- | ------------- | --------- | ------ | ------ | ---------- |
| 2022 | 190.411 | 2.113     | 1.685         | 312       | –      | –      | 158        |
| 2023 | 309.835 | 11.042    | 3.171         | 19.214    | 2.078  | 1.756  | –          |